# الميناء (حبيش)

تعديل مصدري - تعديل

الميناء هي إحدى قرى عزلة المشيرق بمديرية حبيش التابعة لمحافظة إب، بلغ تعداد سكانها 946 نسمة حسب تعداد اليمن لعام 2004.